# Hazel Hill Township
Hazel Hill Township est un ancien township, situé dans le comté de Johnson, dans le Missouri, aux États-Unis,.
Le township est fondé en 1869 et baptisé en référence aux noisetiers (en anglais : hazel bushes), présents à proximité d'une école locale.

### Source de la traduction
- (en) Cet article est partiellement ou en totalité issu de l’article de Wikipédia en anglais intitulé « Hazel Hill Township, Johnson County, Missouri » (voir la liste des auteurs).